# 志駄義秀
志駄 義秀（しだ よしひで）は、安土桃山時代から江戸時代前期にかけての武将。上杉氏の家臣。上杉二十五将にも列挙されている。

## 生涯
永禄3年（1560年）、上杉氏の家臣・志駄義時の子として誕生。
永禄4年（1561年）、父・義時が第四次川中島の戦いで戦死したために家督を継ぐが、まだ2歳と幼かったために祖父・春義を後見人として家督を継ぎ、夏戸城主（寺泊。現長岡市）となる。しかし春義も永禄6年（1563年）に死去し、母も早く亡くしたために、母の実家である直江氏の比護を受け、直江景綱の妻（後室）に養育された。景綱の後室の幼女（養女?）を娶るなど、直江氏との関わりが相当深い人物であった。天正6年（1578）5月10日の上杉景勝感状で志駄氏は「直江一家之侍」と見える。
成人後は上杉謙信に仕える。天正6年（1578年）、謙信死後の上杉氏の家督争いである御館の乱が起こると上杉景勝に味方して戦功を挙げた。天正9年（1581年）、信濃国の大須賀氏の反乱を鎮め、天正10年（1582年）、越中国松倉城将となって織田氏と対峙した。その後は与板衆筆頭として直江兼続の配下に置かれる。文禄4年（1595年）、兼続の下で庄内経営に関与し、庄内金山の奉行や大宝寺城代などに就いている。慶長3年（1598年）、上杉家の会津転封時に従い、東禅寺城（現酒田市）将となり5100石を知行した。同年、兼続の朝日軍道開削に尽力している。
慶長5年（1600年）、慶長出羽合戦においては東禅寺城で最上義光を牽制。攻め寄せる池田盛周らを破り最上領まで侵入するも西軍敗退の報を受け撤退する。しかし翌慶長6年（1601年）、先年の合戦で戦場に取り残されたまま最上氏に降っていた尾浦城主の下吉忠に先導された最上義康軍に再び攻められ、防戦するも敵わず開城して米沢に撤退した。戦後は高野山に蟄居を命じられている。
慶長8年（1603年）、上杉家に帰参し、荒砥城代となって1000石を知行。慶長12年（1607年）、江戸幕府の指示によって一時再蟄居するも、慶長16年（1611年）には再帰参を果たし侍大将となった。慶長19年（1614年）にかけての大坂の陣に出陣している。元和8年（1622年）諸司代・奉行郡代を歴任し、間もなく政務奉行（国家老）に就任する。同年には改易された最上家の仕置きに奉行している。元和9年（1623年）、景勝死後は跡を継いだ上杉定勝に引き続き仕え、翌元和10年（1624年）、定勝の婚儀を取り仕切った。
寛永9年（1632年）、死去。家督は次男の義繁が継いだ。孫に義友がいる。また、子の秀富は上泉秀綱の婿養子となって剣豪上泉家を継ぎ、上泉主水秀富を名乗った。